# Poets of the Fall
Poets of the Fall — финская рок-группа, образовавшаяся в Хельсинки 25 апреля 2003 года из дуэта старых друзей: вокалиста Марко Сааресто и гитариста Олли Тукиайнена, а также клавишника и продюсера Маркуса Каарлонена. Концертный состав Poets of the Fall включает Яни Снеллмана (бас-гитара, контрабас), Яска Мякинена (гитара) и Яри Сальминена (ударные, перкуссия).
Группа стала известна широкой аудитории благодаря песне «Late Goodbye», написанной для продолжения компьютерной игры Max Payne. Она стала заглавной для дебютного сингла группы, вышедшего 30 июня 2004 года.
По состоянию на 2025 год группа выпустила 9 студийных альбомов, первые два из которых (Signs of Life и Carnival of Rust) в Финляндии стали платиновыми, а третий Revolution Roulette и четвёртый Twilight Theater — золотыми.
Группа завоевала множество наград в Финляндии, включая две премии Эмма, победила в номинации «Лучший финский исполнитель» на MTV Europe Music Awards в 2006 году, а клип на песню «Carnival of Rust» был признан телезрителями «лучшим клипом Финляндии всех времён».

## История группы

### «Late Goodbye» и «Lift» (2003–2004)
Первым официальным релизом группы был сингл «Late Goodbye», выпущенный в Финляндии в июне 2004 года. Он содержал различные версии (в том числе акустическую и инструментальную) заглавной композиции, а также бонус-трек «Everything Fades». Сингл вошёл в первую десятку финских чартов и не покидал их в течение нескольких месяцев. Спустя несколько месяцев заглавная песня с сингла принесла группе первый приз на церемонии G.A.N.G. Awards в Сан-Хосе (Калифорния). Песня также стала саундтреком к игре Max Payne 2: The Fall of Max Payne.
Следующий сингл «Lift» был выпущен 15 сентября 2004 года. Композиция «Lift» была включена в титры в программу-бенчмарк 3DMark05. Бонусный трек на сингле «Lift» — баллада «The Beautiful Ones», которая продолжает романтическую линию песен Poets of the Fall. Главные радиостанции Финляндии включили «Lift» в свой репертуар, а позже песня заняла второе место в категории «Лучший трек года».
17 декабря Poets of the Fall записали песню «Maybe Tomorrow is a Better Day» и выложили её для бесплатного скачивания через интернете. Эта песня ранее нигде не исполнялась и не издавалась.

### Signs of Life(2005)
19 января 2005 года вышел дебютный альбом Signs of Life. В первую же неделю с момента начала продаж альбом попал в список сорока лучших альбомов Финляндии (Official Finnish TOP40 Album Chart). В середине марта Signs of Life занял первое место, потеснив такие группы, как Apocalyptica, Nightwish, The Crash и другие. В альбом вошли треки «Lift», «Late Goodbye», «Everything Fades» и девять новых композиций.
Символом группы стал мотылёк, похожий на бабочку мёртвая голова из семейства бражников, который присутствует на обложках всех синглов и альбомов группы, а также в их двух первых клипах.
В феврале 2005 года начался гастрольный тур в поддержку дебютного альбома, проходивший в основном по Финляндии, а также в Норвегии, Дании и Германии. Signs of Life стал «золотым» альбомом в Финляндии. В мае группа сняла видео на «Late Goodbye».
Спустя шесть месяцев Signs of Life всё ещё держался в чарте сорока лучших альбомов Финляндии, занимая 22-ю позицию. В начале августа на официальном сайте группы появилась картинка с надписью «скоро», и 13 августа главные музыкальные каналы Финляндии одновременно начали показ клипа «Lift». Через шесть недель он был размещён на сайте группы. Действие клипа разворачивается в вымышленной «Исправительной колонии для поэтов» (англ. Poet County Jail), где по сценарию герой Марко сидит в костюме заключённого перед медицинской комиссией, которая должна вынести вердикт о его вменяемости. Клип был снят режиссёром Туомасом Харью (Stobe).
30 сентября состоялся последний концерт в рамках тура Signs of Life, 1 октября Poets of the Fall вернулись в студию. Выход нового альбома планировался на 2006 год. Тогда же они запланировали отправиться в мировой тур.
1 ноября солист группы Марко одержал победу в соревновании сайта Stara.fi, набрав 34,1 % и получив титул Mister Pop 2005. Он опередил Антти Туиску (33,7 %) и солиста The Rasmus, Лаури Юлёнена, (10,6 %). Кроме того, Poets of the Fall было присуждено звание дебютантов 2005 года по мнению финских коммерческих радиостанций.

### Carnival of Rust(2006)
19 января 2006 года группа победила в номинации «прорыв года» на NRJ Radio Awards, а 4 марта одержала победу в двух номинациях премии Эмма: «Лучший новый исполнитель» и «Дебютный альбом года» за Signs of Life. Группа приняла награды во время прямой ТВ-трансляции, а также исполнила песню «Lift».
22 марта в Финляндии вышел первый сингл со следующего альбома — «Carnival of Rust», а 30 марта группа завершила работу над своим третьим клипом на эту же песню. Режиссёром клипа снова стал Туомас Харью. В клипе присутствовали все участники группы, включая звукоинженера, а фронтмен Марко исполнил две роли; там же впервые появился новый участник Poets of the Fall — Яри Сальминена.
12 апреля вышел второй альбом группы, Carnival of Rust, который незамедлительно взлетел на верхушки всех финских музыкальных чартов, а сама композиция «Carnival of Rust» стала самой заказываемой на радио YleX на протяжении двух месяцев. 24 апреля, спустя всего 3 недели после выхода, альбом Carnival of Rust стал золотым в Финляндии. Тем временем дебютный Signs of Life всё ещё держался в финском официальном чарте альбомов уже в течение года, а 26 апреля он стал платиновым в Финляндии. В июле 2006 года Шведская радиостанция[какая?] выкупила права на вещание песен «Carnival of Rust» и «Shallow».
16 августа вышел сингл «Sorry Go ’Round» на песню с альбома. Он включал в себя 2 новые версии титульного трека.
1 сентября Poets of the Fall отыграли концерт в поддержку нового альбома в Стокгольме на фестивале Banditfest, а 12 сентября Carnival of Rust вышел в Швеции. 6 сентября релиз альбома состоялся в Австралии, России и Украине.
2 ноября группа получила приз MTV Europe Music Awards как «Лучший финский исполнитель».
29 ноября Poets of the Fall выпустили сингл под названием «Locking Up the Sun», включающий в себя танцевальный ремикс на заглавную песню, записанный и саранжированный клавишником группы, а также клип, срежиссированный Туомасом Харью.
10 декабря Poets of the Fall впервые выступили в Москве в клубе IKRA, а на следующий день альбом Carnival of Rust стал платиновым в Финляндии.
17 декабря Carnival of Rust вошёл в список лучших альбомов Финляндии 2006 года, составленном газетой Helsingin Sanomat. Клип на песню «Carnival of Rust» победил в конкурсе финского телеканала Musiikki-TV, собрав 21,2 % всех голосов и став «Лучшим клипом Финляндии всех времён» и в The Voice’s Top 106. Клип на «Locking Up the Sun» также попал в число лучших 106 работ, оказавшись на 12 месте списка. Радио YleX сообщило, что песню «Carnival of Rust» в 2006 году заказывали чаще других.

### Тур и запись нового альбома (2007)
В 2007 году Poets of the Fall завершили тур в поддержку Carnival of Rust, включивший в себя 55 концертов в 7 странах мира. 29 августа Poets of the Fall второй раз выступили в Москве, снова в клубе IKRA. Тур завершился 27 октября концертом в Индийском технологическом институте города Канпур. Это был первый визит группы в Азию.
20 января 2007 года Poets of the Fall второй год подряд получили приз на NRJ Radio Awards, на этот раз в номинации «Финская группа года».
7 марта открылся официальный интернет-магазин группы, где начали продаваться диски и аксессуары с символикой группы.

### Revolution Roulette(2008–2009)
6 февраля 2008 года Poets of the Fall выпустили сингл под названием «The Ultimate Fling» в поддержку своего третьего альбома, получившего название Revolution Roulette. Сингл содержит три версии титульной песни, среди которых одна акустическая, и концертное исполнение «Fire» в качестве бонуса. Сингл занял 2 место в финских чартах.
26 марта вышел третий по счёту альбом Revolution Roulette и, как и его предшественники, занял вершины финских чартов. Он стал золотым через 2 недели после выхода. Альбом сильно отличался от предыдущих: музыка Poets of the Fall стала намного тяжелее, в ней появились элементы панк-рока, и голос вокалиста Марко стал выше и чище.
Третий тур группы начался в Ювяскюля 18 апреля. Группа также выступала в Германии, США, России и Швеции. 22 и 23 апреля группа выступила в России: сначала в клубе А2 в Санкт-Петербурге, а затем, уже в третий раз, в московском клубе IKRA, куда билеты были полностью раскуплены.
21 мая группа выпустила сингл «Diamonds for Tears» на одноимённую песню с альбома, в составе которого присутствует видео «The Ultimate Fling». 15 июля группа выпустила клип на «Diamonds for Tears», который сняла писательница Ниина Миеттинен.
Группа участвовала в компиляции Voice’s CD Livenä Vieraissa c кавером песни Криса Корнелла «You Know My Name» и своей песней «Diamonds for Tears».
В начале декабря состоялся мини-тур по России: 9 декабря в клубе «Точка» в Москве и 10 декабря в клубе A2 в Питере. Билеты, как в случае с предыдущем концертом, были распроданы. В 2009 году группа закончила туры для работы в студии.
12 июля на YouTube-канале вышла обновлённая и улучшенная версия клипа на «Carnival of Rust».

### Twilight Theater(2010)
18 января 2010 года группа анонсировала четвёртый альбом, Twilight Theater, который вышел 17 марта. 21 января первый сингл с альбома «Dreaming Wide Awake» дебютировал на финском радио Radio NRJ и стал доступен для покупки через iTunes 3 февраля.
25 марта Poets of the Fall дали концерт в «ГлавКлубе» в Санкт-Петербурге, 26 марта в Москве, а также 27 марта в Екатеринбурге в клубе Tele-Club.
10 июня выпущен клип на песню «War», срежиссированный Алекси Коскиненом и Аксели Туомиваара по мотивам игры Alan Wake. Также впервые было исполнено 3 новых песни, которые группа записала для вымышленной рок-группы Old Gods of Asgard из Alan Wake: «The Poet and the Muse», «Children of the Elder God», и «Balance Slays the Demon».

### Alchemy Vol. 1 (2011)
16 марта 2011 года на CD и DVD вышел сборник Alchemy Vol. 1, туда вошли 13 хитов 2003–2011 годов, две новые песни («Can You Hear Me» и «No End, No Beginning»), а также все клипы группы.
31 марта в App Store вышла игра Remedy Entertainment под названием Death Rally, в которую была включена песня «Can You Hear Me».

### Temple of Thought(2012–2014)
На официальной странице группы в Facebook 25 января были обнародованы название и обложка нового альбома. Первый сингл с будущего LP под названием «Cradled in Love» был выпущен для финского радио 24 января, а 26 января он стал доступен для цифрового скачивания в магазине группы. 21 марта 2012 года вышел пятый студийный альбом под названием Temple of Thought.
14 сентября 2013 года Poets of the Fall выпустили DVD Live in Moscow с московским концертом, прошедшим 23 марта. Запись первого в истории группы концертного DVD была приурочена к 10-летию группы и сделана на выступлении в клубе Arena Moscow.
29 мая и 31 мая 2014 года группа выступила на фестивале Made in Finland в Москве и в Санкт-Петербурге, где сцены концертного зала «Крокус Сити Холл» и спорткомплекса «Сибур-Арена» с ними делили такие исполнители как Майкл Монро, Lordi и экс-солистка Nightwish Тарья Турунен.

### Jealous Gods(2014–2015)
Шестой студийный альбом под названием Jealous Gods увидел свет 19 сентября 2014 года. Он в целом отличается более лёгким звучанием по сравнению с предыдущими пластинками группы, не преступая при этом границы мелодичного поп-рока. Помимо баллад, которые превалируют на альбоме, присутствует также электронная композиция «Choice Millionaire».
22 августа вышел первый сингл с альбома — «Daze», — а также клип на одноимённую песню. Сингл также включает в себя акустическую версию композиции «King of Fools» и концертную версию «Cradled in Love».
Тур в поддержку шестого альбома начался в октябре 2014 года в Хельсинки. В октябре-ноябре Poets of the Fall отыграли свой самый продолжительный заграничный тур, который включал в себя концерт в Нидерландах, 8 концертов в Германии, 2 концерта в Великобритании, концерты на Украине и в Белоруссии, а также 10 концертов в России.
22 января 2015 года вышел второй сингл, «Love Will Come to You», а также клип на эту композицию. В состав сингла вошла альбомная и укороченная версии песни «Love Will Come to You», версия «All the Way / 4U», записанная на шоу Suomi LOVE, и концертный вариант «The Ballad of Jeremiah Peacekeeper».
Во время весенне-летней части тура Poets of the Fall выступали в Финляндии, а также дали концерт в Индии. В начале лета прошёл недельный тур по Европе, в течение которого группа посетила Нидерланды, Германию, Великобританию и впервые — Италию. Эта часть тура закончилась выступлением группы на 10-м юбилейном фестивале Greenfest в Санкт-Петербурге.
14 августа вышел третий сингл, «Choice Millionaire», и клип на него. Сингл включает в себя укороченную и инструментальную версию песни.
В конце августа началась осенняя часть тура в поддержку альбома Jealous Gods. До конца года группа дала концерты в Финляндии, Индии, Белоруссии и России.

### Clearview(2016–2017)
Дебютным синглом к альбому Clearview стала композиция «Drama for Life». Сингл был выпущен в августе 2016 года и сопровождался видео с караоке и официальным клипом. Осенью группа спела вживую в студии Genelec Artist Room. Сами выступления были позже выложены на официальный YouTube-канал. Седьмой альбом группы вышел 30 сентября. В финском чарте альбом стартовал со второго места и продержался в чарте 3 недели.
Тур в поддержку новой пластинки стартовал в Финляндии, а затем до конца года группа выступила в Украине, Белоруссии, России, Германии, Нидерландах и Италии.
Второй сингл «Children of the Sun» вышел в марте 2017 года. Он также сопровождался клипом. Гастроли группы продолжались весь 2017 год, за это время Poets of the Fall посетили Великобританию и Индию, а также повторно выступили в России, Белоруссии и Украине.
В сентябре Poets of the Fall выпустили третий клип к Clearview. На этот раз выбор пал на заключительный трек альбома — «Moonlight Kissed». В отличие от предыдущих релизов, на этот раз был выпущен только видеоролик, в виде сингла данная композиция не выпускалась.
Заключительный концерт в поддержку седьмой пластинки прошёл 16 декабря в Savoy Theatre в Хельсинки.

### Ultraviolet (2018–2019)
31 января 2018 года группа выпустила сингл и клип на песню «False Kings». Одновременно с этим был анонсирован тур в честь пятнадцатилетия группы. Тур был расписан на первую половину 2018 года.
В марте Poets of the Fall сообщили, что новый альбом Ultraviolet выйдет 5 октября. Также была анонсирована первая часть тура в поддержку нового альбома, куда вошли Великобритания и Германия.
Композиции «False Kings» и «Dancing on Broken Glass» стали первыми синглами к новому альбому, по которым также сняли музыкальные клипы.
Восьмая полноформатная пластинка появилась 5 октября 2018 года, туда вошло 10 композиций.
Тур в поддержку альбома прошёл во второй половине 2018 года, и закончился в начале 2019 года. Группа впервые побывала в Люксембурге, Венгрии, Польше, Португалии, Ирландии, и Чехии.
10 мая 2019 года на официальном Youtube-канале группы вышел клип на композицию «The Sweet Escape» с нового альбома, а через неделю, 17 мая, вышло видео «Partir Avec Moi», вариация «The Sweet Escape» на французском языке, выпущенная в формате сингла. Оба видео были сняты режиссёром Миикой Хакалой.
Группа продолжила сотрудничество с финским разработчиком видеогр Remedy Entertainment и в августе выпустила клип на песню «My Dark Disquiet», снятый по мотивам игры Control. Помимо этой композиции в игре можно услышать новую песню «Take Control», записанную для вымышленной группы Old Gods of Asgard, которая уже встречалась в Alan Wake.

### Alexander Theatre Sessions(2020–2021)
В 2020 году из-за Пандемии COVID-19 и карантина Poets of the Fall вместо гастролей решили провести музыкальные сессии в пустующем Александровском театре. В течение года они раз в месяц выкладывали в интернет клип с живым исполнением песни из собственного репертуара («The Sweet Escape», «Carnival of Rust», «Lift» и другие); в итоге получилось 12 видеороликов на песни из разных альбомов, позже собранных в общий сборник Alexander Theatre Sessions.
15 марта 2021 года вышел клип на сингл «Stay Forever», ремейк песни «Stay» из дебютного альбома Signs of Life.

### Ghostlight(2022)
13 марта 2022 года группа объявила о записи нового альбома под названием Ghostlight. Дебютным синглом альбома стала композиция «Requiem for My Harlequin». Сам альбом вышел 29 апреля.

### Old Gods of Asgard: Rebirth — Greatest Hits (2023)
27 октября 2023 года вышла видеоигра Alan Wake 2, продолжавшая историю писателя, столнувшегося с потусторонними силами. Poets of the Fall вернулись к роли Old Gods of Asgard и 8 декабря выпустили сборник песен Old Gods of Asgard: Rebirth — Greatest Hits, в котором оказались композиции из первой части игры и новые песни из второй части, а также композиция из игры Control.

## Дискография

### Альбомы
| Альбом              | Дата выхода | Чарты | Сертификации IFPI |
| ------------------- | --- | ----- | ----------------- |
| Signs of Life       | 19 января 2005 25 мая 2005 (iTunes) Август 2005 19 января 2011 (Лимитированное издание, Винил) 11 июля 2014 (Spotify) | #1    | Платиновый        |
| Carnival of Rust    | 12 апреля 2006 (iTunes) 12 сентября 2006 6 октября 2006 20 апреля 2007 18 июля 2014 (Spotify)                         | #1    | Платиновый        |
| Revolution Roulette | 26 марта 2008 (iTunes) 25 июля 2014 (Spotify)                                                                         | #1    | Золотой           |
| Twilight Theater    | 17 марта 2010 (iTunes) 29 октября 2010 1 августа 2014 (Spotify)                                                       | #1    | Золотой           |
| Temple of Thought   | 21 марта 2012 20 июля 2012 (Бонусное издание) 8 августа 2014 (Spotify) 17 июля 2015 (Лимитированное издание, Винил)   | #3    | —                 |
| Jealous Gods        | 19 сентября 2014 (iTunes, Spotify)                                                                                    | #1    | —                 |
| Clearview           | 30 сентября 2016 (iTunes, Spotify) 22 апреля 2017 (Лимитированное издание, Винил)                                     | #2    | —                 |
| Ultraviolet         | 5 октября 2018 (iTunes, Spotify)                                                                                      | #1    | —                 |
| Ghostlight          | 29 апреля 2022 | #2    | —                 |

### Сборники и DVD
| Альбом                                                                             | Дата выхода                                                                                         |
| ---------------------------------------------------------------------------------- | --------------------------------------------------------------------------------------------------- |
| Best of Poets of the Fall                                                          | - 18 сентября 2009 - Лейблы: Insomniac, Saregama - Формат: CD, скачивание                           |
| Alchemy Vol. 1                                                                     | - 16 марта 2011 - Лейбл: Insomniac - Формат: CD+DVD, скачивание - Место в чарте: #9                 |
| 10th Anniversary Tour — Live in Moscow 2013                                        | - 18 октября 2013 - Лейбл: Insomniac - Формат: DVD                                                  |
| Live in Moscow 2013 + Instrumental Collection, Vol. 1                              | - 19 февраля 2016 - Лейбл: Insomniac - Формат: Цифровой (только на iTunes)                          |
| Old Gods of Asgard: Memory Thought Balance Ruin / Rochard Original Game Soundtrack | - 19 февраля 2016 - Лейбл: Insomniac - Формат: Цифровой (только на iTunes)                          |
| Alexander Theatre Sessions                                                         | - 11 декабря 2020 - Лейблы: Insomniac, Playground - Формат: CD+Винил, кассета - Место в чарте: #2   |
| Old Gods of Asgard: Rebirth — Greatest Hits                                        | - 8 декабря 2023 - Лейблы: Insomniac, Playground - Формат: СD, LP - Место в чарте: #1 , #4 (iTunes) |

### Кавер-версии
| Год  | Песня                 | Оригинальный исполнитель | Сборник                                |
| ---- | --------------------- | ------------------------ | -------------------------------------- |
| 2008 | «Tobacco Road»        | Dingo                    | Melkein vieraissa — Nimemme on Dingo   |
| 2008 | «You Know My Name»    | Крис Корнелл             | Livenä Vieraissa                       |
| 2015 | «Rolling In The Deep» | Adele                    | Акустическое выступление на радио Nova |

### Синглы
| Сингл                      | Дата выхода                  | Позиция в чартах |
| -------------------------- | ---------------------------- | ---------------- |
| «Late Goodbye»             | 30 июня 2004                 | #14              |
| «Lift»                     | 9 сентября 2004              | #8               |
| «Carnival of Rust»         | 22 марта 2006 1 декабря 2006 | #2               |
| «Sorry Go 'Round»          | 16 августа 2006              | #7               |
| «Locking Up the Sun»       | 29 ноября 2006               | #3               |
| «The Ultimate Fling»       | 6 февраля 2008               | #2               |
| «Diamonds for Tears»       | 21 мая 2008                  | #13              |
| «Dreaming Wide Awake»      | 3 февраля 2010               | #18              |
| «Can You Hear Me»          | 2 февраля 2011 (Download)    | —                |
| «Cradled in Love»          | 24 января 2012 (Digistore)   | #16              |
| «Balance Slays the Demon»  | 22 февраля 2012 (Download)   | #16              |
| «Kamikaze Love»            | 13 апреля 2012               | —                |
| «The Lie Eternal»          | 6 июля 2012                  | —                |
| «Daze»                     | 22 августа 2014 (Download)   | —                |
| «Love Will Come to You»    | 22 января 2015 (Download)    | —                |
| «Choice Millionaire»       | 17 августа 2015 (Download)   | —                |
| «Drama for Life»           | 4 августа 2016 (Download)    | —                |
| «Children of the Sun»      | 22 марта 2017 (Download)     | —                |
| «False Kings»              | 31 января 2018 (Download)    | —                |
| «Dancing on Broken Glass»  | 7 сентября 2018 (Download)   | —                |
| «Take Control»             | 27 августа 2019              | —                |
| «Stay Forever»             | 15 марта 2021                | —                |
| «Requiem for My Harlequin» | 1 апреля 2022 (Download)     | —                |
| «Herald of Darkness»       | 15 ноября 2023               | —                |

### Видеоклипы
| Год  | Клип                               | Режиссёр(ы)                                                                                |
| ---- | ---------------------------------- | ------------------------------------------------------------------------------------------ |
| 2005 | Late Goodbye                       | Алан Смити (Alan Smithee)                                                                  |
| 2005 | Lift                               | Туомас Харью (Tuomas „Stobe“ Harju)                                                        |
| 2006 | Carnival of Rust                   | Туомас Харью (Tuomas „Stobe“ Harju)                                                        |
| 2006 | Locking Up the Sun                 | Туомас Харью (Tuomas „Stobe“ Harju)                                                        |
| 2008 | The Ultimate Fling                 | Юсси Раутаниеми, Минни Виитала, Сами Мякеля (Jussi Rautaniemi, Minni Wiitala, Sami Mäkelä) |
| 2008 | Diamonds For Tears                 | Ниина Миеттинен (Niina Miettinen)                                                          |
| 2009 | Carnival of Rust (HD-версия)       | Туомас Харью (Tuomas „Stobe“ Harju)                                                        |
| 2010 | Dreaming Wide Awake                | Оскари Сипола (Oskari Sipola)                                                              |
| 2010 | War                                | Алекси Коскинен, Аксели Туомиваара (Aleksi Koskinen, Akseli Tuomivara)                     |
| 2011 | Can You Hear Me                    | Микко Харма (Mikko Harma)                                                                  |
| 2012 | Balance Slays The Demon            | Remedy Entertainment                                                                       |
| 2012 | Cradled in Love                    | Микко Харма, Сантери Энстедт (Mikko Harma, Santeri Enstedt)                                |
| 2014 | Daze                               | Саку-Петтери Перинто (Saku-Petteri Perintö)                                                |
| 2015 | Love Will Come to You              | Саку-Петтери Перинто (Saku-Petteri Perintö)                                                |
| 2015 | Choice Millionaire                 | Саку-Петтери Перинто (Saku-Petteri Perintö)                                                |
| 2016 | Drama for Life                     | Саку-Петтери Перинто (Saku-Petteri Perintö)                                                |
| 2017 | Children of the Sun                | Саку-Петтери Перинто (Saku-Petteri Perintö)                                                |
| 2017 | Moonlight Kissed                   | Миика Хакала (Miika Hakala)                                                                |
| 2018 | False Kings                        | Миика Хакала (Miika Hakala)                                                                |
| 2018 | Dancing on Broken Glass            | Миика Хакала (Miika Hakala)                                                                |
| 2019 | The Sweet Escape / Partir Avec Moi | Миика Хакала (Miika Hakala)                                                                |
| 2019 | My Dark Disquiet                   | Миика Хакала (Miika Hakala)                                                                |
| 2021 | Stay Forever                       | Миика Хакала (Miika Hakala)                                                                |
| 2022 | Requiem for My Harlequin           | Миика Хакала (Miika Hakala)                                                                |
| 2023 | Herald of Darkness                 | Ансси Мяатта (Anssi Määttä)                                                                |

### Саундтреки
| Год  | Игра/Программа                     | Песня (-и)/Музыка                                    |
| ---- | ---------------------------------- | ---------------------------------------------------- |
| 2003 | Max Payne 2: The Fall of Max Payne | «Late Goodbye»                                       |
| 2004 | 3DMark05                           | «Lift Me Higher» (ремикс «Lift»)                     |
| 2009 | Shattered Horizon                  | Музыка, написанная Маркусом                          |
| 2009 | Rock Band                          | «Lift»                                               |
| 2010 | Alan Wake                          | «War»                                                |
| 2010 | Alan Wake                          | «The Poet and The Muse» (как Old Gods of Asgard)     |
| 2010 | Alan Wake                          | «Children of the Elder God» (как Old Gods of Asgard) |
| 2011 | Death rally для IOS                | «Can You Hear Me»                                    |
| 2011 | Rochard для PSN, PC                | «Grinder’s Blues»                                    |
| 2012 | Alan Wake's American Nightmare     | «The Happy Song»                                     |
| 2012 | Alan Wake's American Nightmare     | «Balance Slays the Demon» (как Old Gods of Asgard)   |
| 2019 | Control                            | «My Dark Disquiet»                                   |
| 2019 | Control                            | «Take Control» (как Old Gods of Asgard)              |
| 2023 | Alan Wake 2                        | «Heroes and Villains»                                |
| 2023 | Alan Wake 2                        | «Dark Ocean Summoning» (как Old Gods of Asgard)      |
| 2023 | Alan Wake 2                        | «Anger's Remorse» (как Old Gods of Asgard)           |
| 2023 | Alan Wake 2                        | «Herald of Darkness» (как Old Gods of Asgard)        |

## Концертные туры
| Годы      | Тур                      | Страны | Концерты |
| --------- | ------------------------ | ------ | -------- |
| 2004–2005 | Signs of Life Tour       | 5      | 62       |
| 2006–2007 | Carnival of Rust Tour    | 8      | 126      |
| 2008–2009 | Revolution Roulette Tour | 5      | 59       |
| 2010      | Twilight Theater Tour    | 3      | 24       |
| 2011      | Alchemy Tour             | 4      | 15       |
| 2012–2013 | Temple Of Thought Tour   | 9      | 74       |
| 2013      | 10th Anniversary Tour    | 6      | 37       |
| 2014–2015 | Jealous Gods Tour        | 9      | 69       |
| 2016      | Mini Tour                | 2      | 9        |
| 2016–2017 | Clearview Tour           | 9      | 35       |
| 2018–2019 | Ultraviolet Tour         | 21     | 53       |
| 2022      | Ghostlight Tour          | 12     | 28       |
| 2023      | 20th Anniversary Tour    | 10     | 17       |